# Last and First Men
Last and First Men é um romance de ficção científica escrito em 1930 pelo autor britânico Olaf Stapledon.
É um trabalho de literatura sem precedentes, e descreve a história da humanidade do presente em diante, através de dois bilhões anos e de dezoito espécies humanas distintas, sendo a espécie atual a primeira e mais primitiva.
A história segue um ciclo repetitivo, com muitas civilizações diferentes que competem pelo domínio tecnológico. O livro antecipa a engenharia genética e a ideia de centros de pesquisa compostos de muitos indivíduos telepaticamente ligados.